# Budgetproposition
En budgetproposition är den verkställande maktens förslag till statsbudget för följande budgetår. Den innehåller bland annat finansplan, nationalbudget, anslag till olika ändamål och även förslag till inkomst- och utgiftsramar. Budgetpropositionens innehåll och utformning kan dock variera för olika länder, stater.

## Den svenska budgetproposition
Se artikeln Budgetpropositionen till Sveriges riksdag